# یواس‌اس اونیونا (وای‌تی‌بی-۲۶۲)
یواس‌اس اونیونا (وای‌تی‌بی-۲۶۲) (به انگلیسی: USS Oneyana (YTB-262)) یک کشتی بود که طول آن ۱۱۰ فوت ۰ اینچ (۳۳٫۵۳ متر) بود. این کشتی در سال ۱۹۴۴ ساخته شد.